# Vaishnava

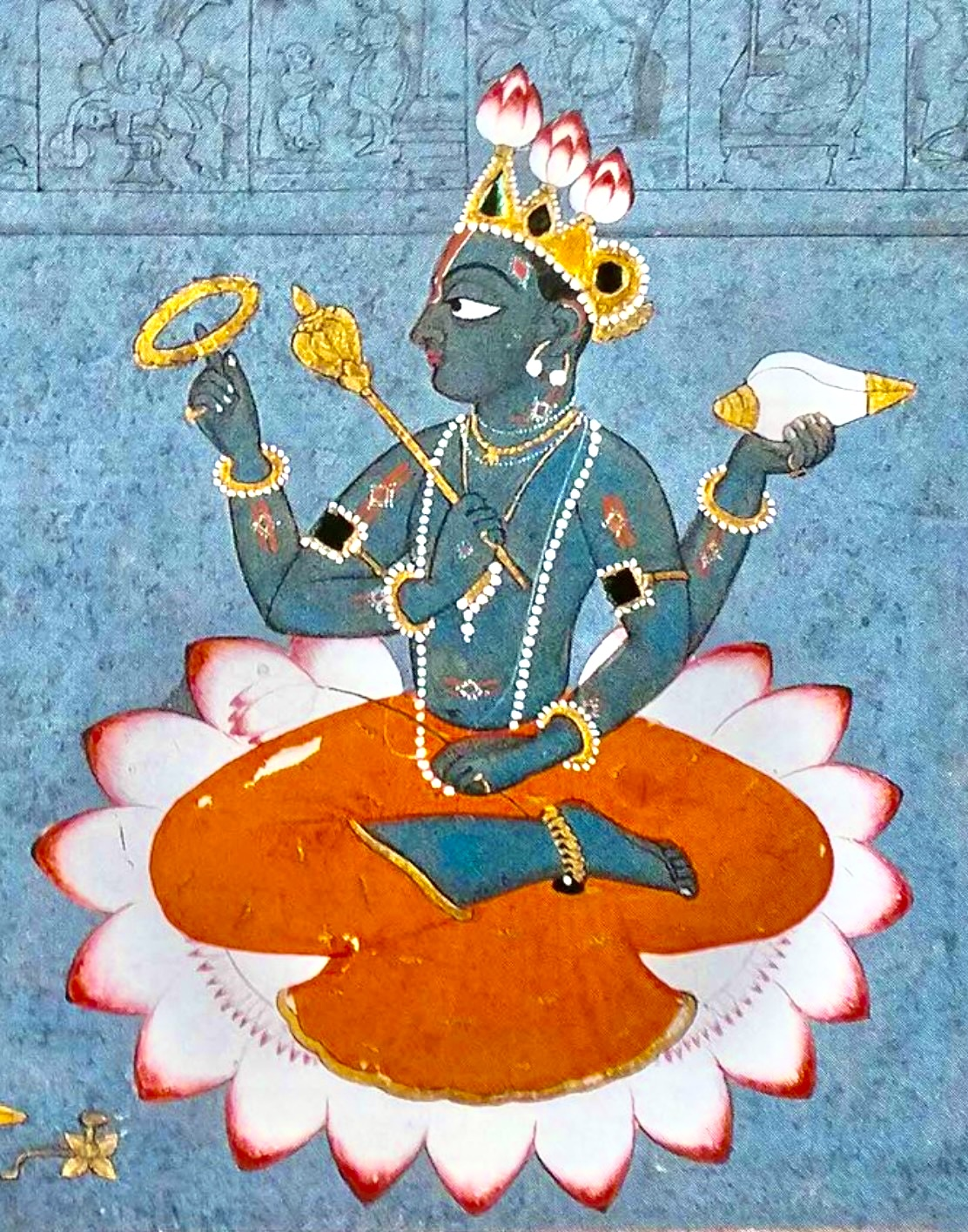
Vishnu, de vierarmige godheid van de Vaishnava's

Een vaishnava, vishnuïet of vaishnaviet is iemand die de godheid Vishnoe, God in de vorm van de behouder, aanbidt (bhakti-yoga). Het vaishnavisme is een van de hoofdstromingen van het hindoeïsme, hoewel sommige meer sektarische vormen zich afzetten tegen deze kwalificatie.

## Verschijningsvorm
Er zijn zowel westerse als Indiase vaishnavamonniken, kaalgeschoren (mannen) op een zogenaamde sikha, een toefje haar, na, met tilak-tekens, heilige klei, en in traditionele witte en roze/oranje kleding met bidsnoer in zakje, maar er zijn ook gewone toegewijde burgerpersonen die er normaal uitzien. Een vaishnava houdt zich in principe aan de z.g. regulerende beginselen (de vidhi), dat wil zeggen aan gedragsregels die enigszins overeenkomen met de regel van Benedictus: geen vlees, vis, eieren, geen intoxicatie, geen buitenechtelijke seks, noch gokken of speculeren met geld. Dagelijks doen ze mantra-meditatie, genaamd japa. Soms spreekt men van vaishnava's in de engere zin als zij die geïnitieerd zijn, zij die een geestelijke naam hebben aangenomen. Jaarlijks organiseert men op verschillende plaatsen een zogenaamde Ratha Yatra, een wagenfestival waarmee een bepaalde soort van beeltenissen van Heer Krishna, Zijn halfbroer en Zijn zuster (Jagannātha, Subhadrā, Balarāma) door toegewijden en andere hindoes door de stad worden getrokken op een kar.

## Vaishnava's in Nederland

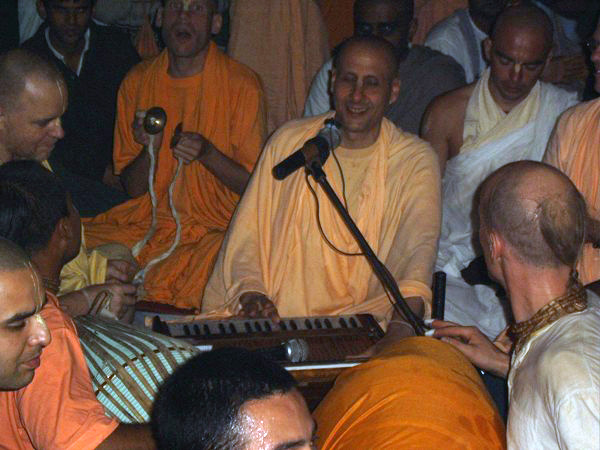
Vaishnava's in samenzang

De bekendste vaishnava's in Nederland zijn de Hare Krishna's van ISKCON (de Internationale Gemeenschap voor het Krishnabewustzijn), maar er zijn ook andere soorten vishnuïeten in het Westen en in India. Men spreekt van verschillende sampradāya's en maths: geestelijke erfopvolgingen en leerscholen. Er zijn vier hoofdstromingen in India: de Lakshmī-sampradāya, de Brahmā-sampradāya, de Rudra-sampradāya en de Kumāra-samprādaya. De Hare Krishna's, die de volgelingen zijn van A.C. Bhaktivedanta Swami Prabhupāda, zijn Caitanya-vaishnava's (Brahmā-gaudīya-vaishnava Sampradāya), vishnuïeten die de geestelijke erfopvolging volgen die stamt van de Vishnoe-avatar, heer Caitanya.

## Praktijk
De vaishnava aanbidt God doorgaans met behulp van het doen van puja voor beeltenissen van Krishna en Rādhā. Maar er zijn ook andere afbeeldingen van leraren en andere Vishnu avatars en godheden. Ze distribueren boeken, zingen samen in de tempel en op straat (kīrtana, harinām), doen veel predikwerk, delen voedsel uit aan daklozen en chanten zestien ronden japa per dag (het ongeveer twee uur lang bidden door de Gaudīya-vaishnava's van de z.g. mahâmantra waarmee ze de namen van Rāma en Krishna herhalen). De huishouders doen dit in hun eigen huis. De monniken kunnen zowel celibatair als getrouwd zijn. Er zijn vier geestelijke afdelingen (ās'rama's): brahmacārī's: celibataire studenten, grihastha's: gehuwden, vānaprashta's: ouderen die zich teruggetrokken hebben uit het huwelijksleven of er nooit aan begonnen zijn en de sannyāsī's, de geestelijk leraren ofwel de ācārya's, 'de leraren van het voorbeeld', de goeroe's van de traditie die het onderrcht verzorgen en van tempel tot tempel trekken. Het bedevaartsoord heet Vrindāvana, de geboorteplaats van Krishna.